# FK Baku
FK Baku (aserbaidschanisch Bakı Futbol Klubu) war ein Fußballverein aus Baku, der Hauptstadt Aserbaidschans. Rechtlich gesehen war der Klub eine Gesellschaft mit beschränkter Haftung nach aserbaidschanischem Recht in der Inhaberschaft von Baghlan Group. Das Unternehmen war zugleich der Hauptsponsor des Klubs.

## Geschichte
Der Verein entstand 1997 aus der Fusion von Chinar Polis Akademiyasi und Gertal-95 und nannte sich anfangs Polis Akademiyasi Baki. Noch im gleichen Jahr wurde er in  Dinamo Baki FK geändert. 2005, mittlerweile als Baki FK, wurde der nationale Pokal gewonnen. Im folgenden Jahr scheiterte das Team zwar in der ersten Qualifikationsrunde des UEFA-Pokals an MŠK Žilina, gewann aber die aserbaidschanische Meisterschaft.
2006 und 2009 wurde die aserbaidschanische Meisterschaft gewonnen. In der UEFA Champions League 2009/10 schlug Baku in der 2. Qualifikationsrunde Ekranas Panevėžys aus Litauen und erreichte als erstes aserbaidschanisches Team überhaupt die 3. Qualifikationsrunde. Dort verlor Baku allerdings gegen den bulgarischen Vertreter Lewski Sofia. 2010 nahm das Team am GUS-Pokal teil, wobei sie bereits in der Vorrunde nach einem Sieg gegen Vakhsh Qurghonteppa aus Tadschikistan, einem Unentschieden gegen HJK Helsinki aus Finnland und einer Niederlage gegen FK Aqtöbe aus Kasachstan scheiterten.

## Stadion
Die Heimspiele des 1997 gegründeten Vereins wurden zunächst im Tofiq-Bəhramov-Stadion ausgetragen. Seit 2010 hatte der Klub ein eigenes Sport- und Trainingslager (größte im Land) mit 6 Stadien, die sich im 9-ten kilometer der Sumgaiter Autobahn befinden.

## Namensänderungen
- 1997 – Polis Akademiyasi Baki FK
- 1997 – Dinamo Baki FK
- 2000 – Dinamo Bakaili FK
- 2001 – Dinamo Baki FK
- 2004 – Baki FK

## Europapokalbilanz
| Saison  | Wettbewerb            | Runde                  | Gegner                 | Gesamt          | Hin        | Rück          |
| ------- | --------------------- | ---------------------- | ---------------------- | --------------- | ---------- | ------------- |
| 1998/99 | UEFA-Pokal            | 1. Qualifikationsrunde | FC Argeș Pitești       | 1:7             | 1:5 (A)    | 0:2 (H)       |
| 2005/06 | UEFA-Pokal            | 1. Qualifikationsrunde | MŠK Žilina             | 2:3             | 1:0 (H)    | 1:3 (A)       |
| 2006/07 | UEFA Champions League | 1. Qualifikationsrunde | Sioni Bolnissi         | 1:2             | 0:2 (A)    | 1:0 (H)       |
| 2007    | UEFA Intertoto Cup    | 1. Runde               | FC Dacia Chișinău      | 2:2 (1:3 i. E.) | 1:1 (H)    | 1:1 n. V. (A) |
| 2009/10 | UEFA Champions League | 2. Qualifikationsrunde | Ekranas Panevėžys      | 6:4             | 2:2 (A)    | 4:2 (H)       |
| 2009/10 | UEFA Champions League | 3. Qualifikationsrunde | Lewski Sofia           | 0:2             | 0:0 (H)    | 0:2 (A)       |
| 2009/10 | UEFA Europa League    | Play-offs              | FC Basel               | 2:8             | 1:3 (H)    | 1:5 (A)       |
| 2010/11 | UEFA Europa League    | 2. Qualifikationsrunde | FK Budućnost Podgorica | 2:4             | 00:3 (H) 1 | 2:1 (A)       |
| 2012/13 | UEFA Europa League    | 1. Qualifikationsrunde | ND Mura 05             | 0:2             | 0:0 (H)    | 0:2 (A)       |

Gesamtbilanz: 18 Spiele, 4 Siege, 5 Unentschieden, 9 Niederlagen, 15:33 Tore (Tordifferenz −18)

## Erfolge
- Aserbaidschanischer Meister (2): 2006, 2009
- Aserbaidschanischer Pokalsieger (3): 2005, 2010, 2012
- Europapokal: Champions League 2009 – 3. Qualifikationsrunde

## Bekannte Trainer
- Winfried Schäfer (2010–2011)